# 和白町
和白町（わじろまち）は、福岡県の北西部にあった町で、糟屋郡に属していた。
1960年（昭和35年）8月27日、早良郡金武村と同時に福岡市に編入され、自治体としては廃止された。現在は東区の一部となっている。
本項では町制前の名称である和白村（わじろむら）についても述べる。

## 地理
福岡市中心部の北北東約12kmの場所に位置し、現在の福岡市域の北東端部および海の中道の付け根の部分を町域とした。旧町域は現在の福岡市東区和白・上和白・和白東・三苫・奈多・雁の巣の各地区に相当する。町域北西部は玄界灘に面し、南西部は博多湾に面する。南西部の海岸沿いには和白干潟がある。
福岡市に編入後の1970年代以降は人口増加により旧町内全域で住宅建設が進み、和白丘・美和台・高美台などの新興住宅地が開発されている。

## 沿革
- 1889年（明治22年）4月1日 - 町村制施行により三苫村、塩浜村、上和白村、下和白村、奈多村が合併して和白村が発足。
- 1939年（昭和14年）5月17日 - 大日本航空球磨号墜落事故発生。乗客乗員11名のうち6名死亡、5名負傷。
- 1949年（昭和24年）5月21日 - 町内に昭和天皇の戦後巡幸。児童養護施設（和白青松園）を視察[2]。
- 1954年（昭和29年）11月1日 - 町制移行により和白町に改称。
- 1958年（昭和33年）4月17日 - 町内に昭和天皇、香淳皇后の行幸啓。福岡特殊ガラス工場を視察[3]。
- 1960年（昭和35年）8月27日 - 早良郡金武村とともに福岡市へ編入される[1]。同日和白町廃止。その後の旧和白町役場庁舎は福岡市役所の出張所として利用されていた。
- 1972年（昭和47年）
  - 時期不明 - 旧和白町役場が解体。跡地には福岡市消防局東消防署和白出張所が設置された[4]。
  - 4月1日 - 福岡市が政令指定都市へ移行。旧町域は東区の一部となる。

## 地域

### 教育

#### 中学校
- 和白町立和白中学校

和白丘中学校は、当時は未開校。

#### 小学校
- 和白町立和白小学校

三苫小学校、奈多小学校、和白東小学校、美和台小学校は、当時は未開校。

## 交通

### 空港
町内に旅客空港は存在しないが、米軍ブレディ基地の軍用飛行場であるブレディ飛行場が所在していた。旅客空港は福岡市の板付飛行場が最寄りとなる。
なお、奈多ヘリポートは当時は未開設。

### 鉄道
- 日本国有鉄道
  - 鹿児島本線
    - 筑前新宮駅（現・福工大前駅）

  - 香椎線
    - 雁ノ巣駅 - 奈多駅 - 和白駅
- 西日本鉄道
  - 宮地岳線
    - 唐の原駅 - 和白駅 - 三苫駅

唐の原駅は1924年11月13日をもって一旦廃止されたが、福岡市編入後の1986年11月1日に復活（実質新規開業）している。

### 道路
- 国道3号（現・国道495号）
- 福岡県道59号志賀島和白線

## 著名な出身者
- 田中カ子（スーパーセンテナリアン、ギネス世界記録保持者）